# Jesper Mattsson
Pour les articles homonymes, voir Mattsson.
Jesper Mattsson (né le 13 mai 1975 à Malmö en Suède) est un joueur professionnel suédois de hockey sur glace. Il évolue au poste d'ailier ou de défenseur.

## Biographie

### Carrière en club
En 1991, il commence sa carrière en senior avec les Malmö Redhawks. L'équipe remporte l'Elitserien en 1992 et 1994. Il est choisi en 1993 au cours du repêchage d'entrée dans la Ligue nationale de hockey par les Flames de Calgary en 1re ronde, en 18e position. En 1995, il part en Amérique du Nord. Assigné pendant trois saisons au club-école des Flames de Saint-Jean de la Ligue américaine de hockey, il décide de revenir dans sa ville natale. En 2004, il intègre l'effectif du Färjestads BK. L'équipe remporte le titre en 2006.

### Carrière internationale
Il représente la Suède en senior depuis les championnats du monde 1999 où l'équipe remporte le bronze. En 2006, la Tre Kronor remporte l'or.

## Trophées et honneurs personnels
- 1993 : élu dans l'équipe étoile du championnat d'Europe junior.

## Parenté dans le sport
Son frère Patrik Nilson est également professionnel.

## Statistiques

### En club
| Saison    | Équipe               | Ligue       |    | Saison régulière | Saison régulière | Saison régulière | Saison régulière | Saison régulière |    | Séries éliminatoires | Séries éliminatoires | Séries éliminatoires | Séries éliminatoires | Séries éliminatoires |
| Saison    | Équipe               | Ligue       | PJ | B                | A                | Pts              | Pun              | PJ               | B  | A                    | Pts                  | Pun                  |                      |                      |
| 1991-1992 | Malmö Redhawks       | Elitserien  | 24 | 0                | 1                | 1                | 2                |                  |    |                      |                      |                      |                      |                      |
| 1992-1993 | Malmö Redhawks       | Elitserien  | 40 | 9                | 8                | 17               | 14               |                  |    |                      |                      |                      |                      |                      |
| 1993-1994 | Malmö Redhawks       | Elitserien  | 40 | 3                | 6                | 9                | 14               |                  |    |                      |                      |                      |                      |                      |
| 1994-1995 | Malmö Redhawks       | Elitserien  | 37 | 9                | 6                | 15               | 18               | 9                | 2  | 0                    | 2                    | 18                   |                      |                      |
| 1995-1996 | Flames de Saint-Jean | LAH         | 73 | 12               | 26               | 38               | 18               | 9                | 1  | 1                    | 2                    | 2                    |                      |                      |
| 1996-1997 | Flames de Saint-Jean | LAH         | 72 | 22               | 18               | 40               | 32               | 3                | 1  | 1                    | 2                    | 0                    |                      |                      |
| 1997-1998 | Flames de Saint-Jean | LAH         | 29 | 7                | 11               | 18               | 30               | --               | -- | --                   | --                   | --                   |                      |                      |
| 1997-1998 | Malmö Redhawks       | Elitserien  | 16 | 3                | 5                | 8                | 8                |                  |    |                      |                      |                      |                      |                      |
| 1998-1999 | Malmö Redhawks       | Elitserien  | 48 | 14               | 16               | 30               | 49               | 8                | 2  | 2                    | 4                    | 4                    |                      |                      |
| 1999-2000 | Malmö Redhawks       | Elitserien  | 50 | 17               | 19               | 36               | 40               |                  |    |                      |                      |                      |                      |                      |
| 2000-2001 | Malmö Redhawks       | Elitserien  | 49 | 17               | 17               | 34               | 63               | 9                | 2  | 2                    | 4                    | 6                    |                      |                      |
| 2001-2002 | Malmö Redhawks       | Elitserien  | 49 | 12               | 10               | 22               | 26               | 5                | 1  | 1                    | 2                    | 4                    |                      |                      |
| 2002-2003 | Malmö Redhawks       | Elitserien  | 42 | 13               | 12               | 25               | 32               | --               | -- | --                   | --                   | --                   |                      |                      |
| 2003-2004 | Malmö Redhawks       | Elitserien  | 48 | 19               | 14               | 33               | 24               | --               | -- | --                   | --                   | --                   |                      |                      |
| 2004-2005 | Färjestads BK        | Elitserien  | 48 | 5                | 10               | 15               | 47               | 15               | 4  | 4                    | 8                    | 6                    |                      |                      |
| 2005-2006 | Färjestads BK        | Elitserien  | 45 | 19               | 13               | 32               | 50               | 18               | 4  | 13                   | 17                   | 16                   |                      |                      |
| 2006-2007 | Färjestads BK        | Elitserien  | 51 | 10               | 26               | 36               | 79               | 9                | 1  | 3                    | 4                    | 12                   |                      |                      |
| 2007-2008 | Färjestads BK        | Elitserien  | 46 | 4                | 24               | 28               | 71               | 12               | 3  | 4                    | 7                    | 10                   |                      |                      |
| 2008-2009 | Färjestads BK        | Elitserien  | 45 | 17               | 21               | 38               | 34               | 13               | 1  | 4                    | 5                    | 8                    |                      |                      |
| 2009-2010 | Färjestads BK        | Elitserien  | 52 | 3                | 24               | 27               | 50               | 7                | 2  | 2                    | 4                    | 6                    |                      |                      |
| 2010-2011 | Malmö Redhawks       | Allsvenskan | 28 | 8                | 15               | 23               | 20               |                  |    |                      |                      |                      |                      |                      |
| 2010-2011 | Frölunda HC          | Elitserien  | 23 | 7                | 8                | 15               | 8                |                  |    |                      |                      |                      |                      |                      |
| 2011-2012 | Malmö Redhawks       | Allsvenskan | 49 | 16               | 19               | 35               | 30               | -                | -  | -                    | -                    | -                    |                      |                      |

### En équipe nationale
| Saison | Équipe | Événement |    | Saison régulière | Saison régulière | Saison régulière | Saison régulière | Saison régulière | Saison régulière   | Saison régulière |
| Saison | Équipe | Événement | PJ | B                | A                | Pts              | +/-              | PUN              | Résultat           |                  |
| ------ | ------ | --------- | -- | ---------------- | ---------------- | ---------------- | ---------------- | ---------------- | ------------------ | ---------------- |
| 1992   | Suède  | CE Jr.    | 5  | 2                | 1                | 3                | -                | 0                | Médaille d'argent  |                  |
| 1993   | Suède  | CE Jr.    | 6  | 8                | 2                | 10               | -                | 12               | Médaille d'or      |                  |
| 1995   | Suède  | CM Jr.    | 7  | 0                | 6                | 6                | -                | 22               | Médaille de bronze |                  |
| 1999   | Suède  | CM        | 10 | 0                | 1                | 1                | -1               | 4                | Médaille de bronze |                  |
| 2006   | Suède  | CM        | 9  | 2                | 3                | 5                | +2               | 4                | Médaille d'or      |                  |